# 14e étape du Tour d'Espagne 2009

La 14e étape du Tour d'Espagne 2009 s'est déroulée le 13 septembre 2009 entre Grenade et La Pandera sur 157 kilomètres. Cette étape est remportée par l'Italien Damiano Cunego. C'est sa deuxième victoire dans cette Vuelta. Alejandro Valverde, conserve la tête du classement général.

## Récit
Parti au 47e kilomètre en échappée, Damiano Cunego a décroché un second succès sur ce Tour d'Espagne en s'imposant en solitaire sous la pluie. Jakob Fuglsang a fini deuxième à 2'23". Derrière, dans le peloton des favoris, Valverde a subi de multiples attaques dans l'ultime ascension de la part d'Ivan Basso, de Samuel Sanchez, d'Ezequiel Mosquera, de Cadel Evans et de Robert Gesink. Mais le Murcian a bien résisté et a même réussi à répondre en reprenant 4 secondes au Néerlandais, 18 secondes sur l'Australien et 26 secondes sur Basso. Cependant, Sanchez a réussi à reprendre 14 secondes et les bonifications de la troisième place pour revenir à 1'10" au classement général.

## Classement de l'étape
|     | Coureur            | Pays      | Équipe            | Temps           |
| --- | ------------------ | --------- | ----------------- | --------------- |
| 1   | Damiano Cunego     | Italie    | Lampre-NGC        | 4 h 04 min 23 s |
| 2   | Jakob Fuglsang     | Danemark  | Team Saxo Bank    | + 2 min 23 s    |
| 3   | Samuel Sánchez     | Espagne   | Euskaltel-Euskadi | + 3 min 08 s    |
| 4   | Ezequiel Mosquera  | Espagne   | Xacobeo Galicia   | + 3 min 10 s    |
| 5   | Alejandro Valverde | Espagne   | Caisse d'Épargne  | + 3 min 22 s    |
| 6   | Robert Gesink      | Pays-Bas  | Rabobank          | + 3 min 26 s    |
| 7   | Cadel Evans        | Australie | Silence-Lotto     | + 3 min 40 s    |
| 8   | Gonzalo Rabuñal    | Espagne   | Xacobeo Galicia   | + 3 min 46 s    |
| 9   | Ivan Basso         | Italie    | Liquigas          | + 3 min 48 s    |
| Dsq | Juan José Cobo     | Espagne   | Fuji-Servetto     | + 3 min 48 s    |

## Classement général
|     | Coureur            | Pays       | Équipe            | Temps            |
| --- | ------------------ | ---------- | ----------------- | ---------------- |
| 1   | Alejandro Valverde | Espagne    | Caisse d'Épargne  | 60 h 30 min 53 s |
| 2   | Robert Gesink      | Pays-Bas   | Rabobank          | + 31 s           |
| 3   | Samuel Sánchez     | Espagne    | Euskaltel-Euskadi | + 1 min 10 s     |
| 4   | Ivan Basso         | Italie     | Liquigas          | + 1 min 28 s     |
| 5   | Cadel Evans        | Australie  | Silence-Lotto     | + 1 min 51 s     |
| 6   | Ezequiel Mosquera  | Espagne    | Xacobeo Galicia   | + 1 min 54 s     |
| 7   | Joaquim Rodríguez  | Espagne    | Caisse d'Épargne  | + 5 min 53 s     |
| 8   | Paolo Tiralongo    | Italie     | Lampre-NGC        | + 6 min 34 s     |
| 9   | Thomas Danielson   | États-Unis | Garmin-Slipstream | + 8 min 28 s     |
| Dsq | Juan José Cobo     | Espagne    | Fuji-Servetto     | + 10 min 45 s    |

## Classements annexes
| Classement par points | Classement par points | Classement par points | Classement par points | Classement par points |
| Rang                  | Cycliste              | Pays                  | Équipe                | Pts                   |
| --------------------- | --------------------- | --------------------- | --------------------- | --------------------- |
|                       | Alejandro Valverde    | Espagne               | Caisse d'Épargne      | 80                    |
| 2                     | André Greipel         | Allemagne             | Team Columbia-HTC     | 74                    |
| 3                     | Robert Gesink         | Pays-Bas              | Rabobank              | 68                    |

| Grand Prix de la montagne du Tour d'Espagne | Grand Prix de la montagne du Tour d'Espagne | Grand Prix de la montagne du Tour d'Espagne | Grand Prix de la montagne du Tour d'Espagne | Grand Prix de la montagne du Tour d'Espagne |
| Rang                                        | Cycliste                                    | Pays                                        | Équipe                                      | Pts                                         |
| ------------------------------------------- | ------------------------------------------- | ------------------------------------------- | ------------------------------------------- | ------------------------------------------- |
|                                             | David Moncoutié                             | France                                      | Cofidis                                     | 160                                         |
| 2                                           | David de la Fuente                          | Espagne                                     | Fuji-Servetto                               | 83                                          |
| 3                                           | Damiano Cunego                              | Italie                                      | Lampre-NGC                                  | 76                                          |

| Combiné | Combiné            | Combiné  | Combiné           | Combiné |
| Rang    | Cycliste           | Pays     | Équipe            | Pts     |
| ------- | ------------------ | -------- | ----------------- | ------- |
|         | Alejandro Valverde | Espagne  | Caisse d'Épargne  | 9       |
| 2       | Robert Gesink      | Pays-Bas | Rabobank          | 11      |
| 3       | Samuel Sánchez     | Espagne  | Euskaltel-Euskadi | 22      |

| Classement par équipes | Classement par équipes | Classement par équipes | Classement par équipes | Classement par équipes |
| Rang                   | Pays                   | Équipe                 | Temps                  |                        |
| ---------------------- | ---------------------- | ---------------------- | ---------------------- | ---------------------- |
|                        | Caisse d'Épargne       | Espagne                | en 181 h 42 min 19 s   |                        |
| 2                      | Xacobeo Galicia        | Espagne                | + 25 min 31 s          |                        |
| 3                      | Astana                 | Kazakhstan             | + 29 min 53 s          |                        |

## Abandons
- Xavier Tondo (Andalucía-Cajasur)
- Ignatas Konovalovas (Cervélo TestTeam)
- Fabian Cancellara (Team Saxo Bank)
- Sandy Casar (La Française des jeux)
- Marco Marzano (Lampre)